# Lars Lagerbäck
Lars Edvin „Lasse” Lagerbäck (n. 16 iulie 1948 în Katrineholm, Suedia) este un fost jucător de fotbal și actualul antrenor al Nigeriei.